# Маре (остров, Индонезия)
Маре (индон. Pulau Mare) — небольшой вулканический остров к западу от острова Хальмахера, южнее острова Тидоре, в архипелаге Молуккских островов в восточной Индонезии. Остров из себя представляет стратовулкан, является частью вулканической дуги цепи вулканов Хальмахера.